# Division de Kudat
La Division de Kudat (en malais, Bahagian Sandakan) est une division administrative de l'État de Sabah en Malaisie. Elle occupe la partie nord du territoire de Sabah. Avec une superficie de 4 623 km2, elle occupe 6,3 % du Sabah et en est la plus petite division. Avec ses 186 516 habitants elle comprend environ 6 % de la population de l'État, la plupart étant des Rungus. La division est elle-même divisée en districts, ceux de Kudat, de Pitas et de Kota Marudu. Elle comprend également les îles de Balak, Balambangan, Banggi, Bankawan, Guhuan du Nord, Kalampunian et Malawali.
Kudat est la principale ville de la Division, et sa principale plaque tournante des transports. Les marchandises sont transportées via le port de Kudat et son aéroport, est le seul de la division.

## Districts
La Division de Kudat est elle-même divisée en 3 districts suivants :
| Nom                     | Surface   | Capitale    |
| ----------------------- | --------- | ----------- |
| District de Kota Marudu | 1 917 km2 | Kota Marudu |
| District de Kudat       | 1 287 km2 | Kudat       |
| District de Pitas       | 1 419 km2 | Pitas       |

## Membres du parlement
| Parlement        | Membre            | Parti     |
| ---------------- | ----------------- | --------- |
| P167 Kudat       | Abdul Rahim Bakri | PN (PPBM) |
| P168 Kota Marudu | Maximus Ongkili   | PBS       |

## Histoire
La division actuelle de l'État de Sabah est largement héritée de la division du North Borneo Chartered Company. Après l'acquisition du Bornéo du Nord par charte royale en 1881, la division administrative est confiée au baron von Overbeck puis poursuivie par la création de deux résidences : la West Coast Residency et la East Coast Residensy. Le siège des deux résidences se trouve à Sandakan, où le gouverneur est basé. Chaque résidence est ensuite divisée en plusieurs provinces gérées par un officier de district.
Au fur et à mesure que le Bornéo du Nord ne s'étend, le nombre de résidences est passée à cinq : la Tawau Residency (ou East Coast Residency), la Sandakan Residency, la West Coast Residency, la Kudat Residency et la Interior Residency. Les différentes provinces sont d'abord nommée d'après les membres du bureau d'administration : Alcock, Cunlife, Dewhurst, Keppel, Dent, Martin, Elphinstone, Myburgh et Mayne. Les résidents de première classe occupaient les résidences de Sandakan et de la côte occidentale, alors que les résidents de seconde classe occupaient les trois autres résidences. Les résidences de Sandakan et de la côte occidentale sont alors membres du Conseil législatif, l'Assemblée législative de la compagnie.
La subdivision en résidences est maintenue lorsque le Bornéo du Nord devient une Colonie de la Couronne après la Seconde Guerre mondiale. Le 16 septembre 1963 avec la formation de la Malaisie, le Bornéo du Nord, devenu l’État de Sabah, reforme sa structure administrative par le biais de l'Ordonnance sur les Unités Administratives. En même temps, le gouverneur de Sabah, le chef de l’État de Sabah, est autorisé par proclamation à diviser l'État en Divisions et en Districts. L'abolition du terme de Résidence en faveur de la Division a eu lieu en 1976.
Aujourd'hui, la Division n'a qu'une signification formelle et ne constitue plus son propre niveau administrative. La Résidence est également abolie, l'administration municipale de Sabah étant aux mains des officiers de district.

### Liens connexes
- Division de Malaisie orientale